# Урусов, Пётр Семёнович
Князь Пётр Семёнович Урусов (1636—1686) — русский государственный и военный деятель, стольник (1656), кравчий (1658), боярин (1676) и воевода. Троюродный брат царя Алексея Михайловича.

## Биография
Третий сын боярина и воеводы, князя Семёна Андреевича Урусова (ок. 1610—1657) и Федосьи Борисовны Лыковой (? — 1693). Братья — князья Фёдор, Юрий и Никита Семёновичи Урусовы.
В апреле 1656 года — стольник П. С. Урусов «наряжал вина» на обеде по случаю именин царицы Марии Ильиничны Милославской, первой жены царя Алексея Михайловича «Тишайшего».
В мае-июне 1656 года — есаул в царском полку во время похода русской армии под командованием царя Алексея Михайловича на Ригу.
В июле 1656 года «наряжал вина» на царском обеде в честь крутицкого митрополита Питирима в Полоцке. В 1656—1658 годах исполнял обязанности стольника, чашника и рынды при царском дворе.
В ноябре 1658 года князь Пётр Семёнович Урусов был пожалован в кравчие.
В 1670—1671 годах князь П. С. Урусов, командуя «судовой ратью», участвовал в подавлении восстания под предводительством Степана Тимофеевича Разина.
30 января 1676 года он принимал участие в церемонии похорон царя Алексея Михайловича, а в феврале того же года получил боярский сан.
В 1679 году служил воеводой в Смоленске.
Владел вотчинами в Московском и Переяславском уездах, также ему принадлежал 421 двор в Переяславле-Залесском, Веневе и Нижнем Новгороде.
Скончался в 1686 году и был похоронен в Златоустовском монастыре в Москве.

## Семья и дети
Был дважды женат. В 1651 году женился на Евдокии Прокофьевне Соковниной (ок. 1635—1675), дочери боярина Прокофия Фёдоровича Соковнина (ум. 1662) и Анисьи Никитичны Наумовой, сестре боярыни Феодосии Морозовой. Развелся с ней. Дети от первого брака:
- Князь Василий Петрович (1652—1677), стольник, женат на Степаниде Ивановне, дочери Ивана Борисовича Репнина.
- Княжна Анастасия Петровна (1662—1715), жена боярина и воеводы Михаила Львовича Плещеева (ум. 1683) и с 1685 года боярина Фёдора Петровича Шереметева (1655—1722).
- Княжна Евдокия Петровна (1665—1697), жена с 1680 года князя Якова Ивановича Лобанова-Ростовского (1660—1732).

В 1673 году вторично женился на Стефаниде Даниловне Строгановой (1656/1658 — до 1703), дочери Даниила Ивановича Строганова (1622—1668) и Агафьи Тимофеевны Елизаровой. Дети от второго брака:
- Князь Григорий Петрович (1674—1704), стольник.